# Марана (Аризона)
Марана (англ. Marana) — город в Аризоне, расположен в округе Пима и частично в округе Пинал. Город расположен на северо-западе от Тусона.
Город был четвёртым в списке самых быстро растущих городов штата Аризона с 1990 по 2000 год.

## История
Местность, на которой ныне расположен город Марана, имеет долгую и богатую историю пребывания людей. Установлено что уже более 4200 лет здесь и в окружающей долине Санта-Круз живут люди. Задолго до прихода конкистадоров и миссионеров в XVII веке эта территория была населена людьми ныне известными как Хохокам. Они строили оросительные каналы и, используя воду реки Санта-Круз, орошали свои поля.
Первый европеец в этой местности — священник-иезуит, отец Эусебио Франциско Кино побывал здесь в 1694 году. В 1775 году здесь, вдоль реки Санта-Круз, прошла на север экспедиция капитана Хуана Баутиста де Анса.
С переходом под юрисдикцию США в 1854 году в этой местности появились первые старатели, которые стремились найти ценные ископаемые. Они не смогли найти золото, но к 1865 году в горах Силвер-Белл была обнаружена медная руда.
В 1881 году здесь прошла железная дорога, она принесла серьёзные изменения в этот регион. Марана появилась на карте как станция Southern Pacific Railroad. Название города происходит от испанского исп. maraña («заросли»), именно так называли местность рабочие, которые очищали пространство для будущей железнодорожной линии.
В 1924 году здесь поселились мормоны. В 1930 году появляются переселенцы из Китая.
Первоначально жители занимались добычей полезных ископаемых. Начиная с периода Первой мировой войны Марана стал прежде всего сельскохозяйственным центром, в окрестностях фермеры выращивали преимущественно хлопок, а также пшеницу, ячмень, люцерну и пекан.
В период Второй мировой войны и позднее Марана и окрестности города стали местом дислокации вооружённых сил. Аэродром Марана в 1942—1945 годах был одним из крупнейших учебных центров авиации, через его стены прошло свыше 10 тысяч пилотов. Позднее для стратегических ракет «Титан» вокруг города было сооружено пять стартовых площадок.

## География
Город расположен вдоль линии границы между округами Пима и Пинал, вокруг небольшой комьюнити Rillito не имеющей юридического статуса. Он находится между Финиксом и Тусоном на Interstate 10 и окружён горами Тортолита на северо-востоке, национальным монументом Айронвуд-Форест на западе и национальным парком Сагуаро на юге.
В 24 км от города расположен региональный аэропорт Марана (англ. Marana Regional Airport), но он не обслуживает коммерческие авиакомпании. Жители города могут воспользоваться международных аэропортом Тусон.
Южная часть города значительно выросла с 1990 года за счёт включения в территорию города земель отдельных домовладельцев, живущих на невключённых территориях, и земель, принадлежащих различным бизнесам. В 1992 году городской совет Мараны решил аннексировать территории в округе Пима, для присоединения была выбрана узкая полоса земли на юг вдоль межштатной магистрали, затем на восток вдоль Ina Road, затем на юг вдоль Thornydale Road. Эти районы имели высокую плотность коммерческих предприятий, торговых центров (Kmart, Costco, Target и Home Depot), и целью их присоединения было пополнение городского бюджета за счёт налогов, при этом большие площади по соседству с этими придорожными областями не были присоединены. В результате город Тусон подал иск в Верховный суд штата Аризона, утверждая что аннексия территорий была незаконной. Тем не менее, 4 апреля 1994 года было вынесено решение в пользу города Марана. После этого исхода законы штата Аризона были изменены, запрещая присоединять небольшие полоски земли, не принимая близлежащие территории.

## Демография
По данным переписи населения США на 2010 год численность населения города Марана составляла 34 961 человек (из них 49,9 % мужчин и 50,1 % женщин), насчитывалось 13 073 домашних хозяйства и 9939 семей. Расовый состав: 82,0 % белые, 3,8 % азиаты, 2,5 % чернокожие, 1,2 % коренных американцев, 0,1 % гавайцы и выходцы с островов Тихого океана, 3,7 % принадлежащих к двум и более расам.
Из 13 073 домашних хозяйств 63,5 % представляли собой совместно проживающие супружеские пары (25,7 % с детьми младше 18 лет), в 8,5 % семей женщины проживали без мужей, в 4,0 % семей мужчины проживали без жён, 24,0 % не имели семьи. В среднем домашнее хозяйство ведут 2,63 человек, а средний размер семьи — 3,00 человека. Население города по возрастному диапазону по данным переписи 2010 года распределилось следующим образом: 25,6 % — жители младше 18 лет, 2,8 % — между 18 и 21 годами, 58,8 % — от 21 до 65 лет и 14,8 % — в возрасте 65 лет и старше. Средний возраст населения — 37,7 года.
В 2014 году медианный доход на семью оценивался в $78 365, на домашнее хозяйство — 74 817 $. Доход на душу населения — 33 649 $.

## Факты
- Неподалёку от города расположен «аэродром под прикрытием» Pinal Airpark[англ.], являющийся одновременно базой хранения воздушных судов коммерческих компаний и аэродромом, который использует в своих целях ЦРУ.